# Aire métropolitaine de Miami

Carte de la zone métropolitaine.

L'aire métropolitaine de Miami (ou Grand Miami) est une région métropolitaine et statistique située au sud-est de la Floride aux États-Unis. La région se compose des comtés de Miami-Dade, de Broward et de Palm Beach. Il s'agit des trois comtés les plus peuplés de l'État. La région se confond fortement à la région touristique de la Gold Coast. 
Les principales villes qui composent l'aire métropolitaines sont Miami, Hialeah, Pembroke Pines, Hollywood, Fort Lauderdale et West Palm Beach. Les Keys appartiennent également à cette région.
Cette région, d'une superficie de 15 896 km2, est en réalité une bande étroite coincée entre l'océan Atlantique à l'est et les Everglades à l'ouest. Par exemple, la zone urbanisée de Miami s'étend sur environ 175 km du nord au sud sur une largeur variant entre 10 et 30 km de large. Son altitude moyenne est inférieure à 10 mètres. Pour ce qui est de la population, la zone urbaine de Miami est classée en 2000 à la huitième position des zones urbaines du pays. Cette zone urbanisée a une superficie de 2 890,7 km2 pour une population de 4 919 036 habitants.
En 2006, la population de la région était estimée à 5 463 857 habitants dont seulement 544 821 d'entre eux résident en dehors de la zone urbaine,,. 
Certaines personnalités politiques locales défendent le projet de créer un nouvel État américain à partir de cette région. Ces derniers prétendent que les besoins de la région sont différents de ceux du reste de la Floride. Si cela devait se produire un jour, le Congrès des États-Unis devrait avaliser cette décision,.